# Cúp bóng đá châu Á 2015 (Bảng B)
Dưới đây là thông tin chi tiết về các trận đấu trong khuôn khổ bảng B của Cúp bóng đá châu Á 2015, là một trong bốn bảng đấu thuộc Cúp bóng đá châu Á 2015. Trận đầu tiên của bảng sẽ diễn ra vào ngày 10 tháng 1, trận đấu thứ 2 vào ngày 14 tháng 1, và trận đấu cuối cùng được đá vào ngày 18 tháng 1. Tất cả sáu bảng đấu sẽ được đá tại các sân vận động ở Úc. Bảng đấu gồm có Uzbekistan, Ả Rập Saudi, Trung Quốc và CHDCND Triều Tiên.

## Các đội bảng B
| Vị trí | Đội tuyển         | Tư cách qua vòng loại            | Ngày vượt vòng loại  | Số lần tham dự | Lần tham dự gần nhất | Thành tích tốt nhất        | Xếp hạng FIFA | Xếp hạng FIFA   |
| Vị trí | Đội tuyển         | Tư cách qua vòng loại            | Ngày vượt vòng loại  | Số lần tham dự | Lần tham dự gần nhất | Thành tích tốt nhất        | Tháng 3, 2014 | Bắt đầu sự kiện |
| ------ | ----------------- | -------------------------------- | -------------------- | -------------- | -------------------- | -------------------------- | ------------- | --------------- |
| B1     | Uzbekistan        | Nhì bảng E                       | 19 tháng 11 năm 2013 | 6              | 2011                 | Hạng tư (2011)             | 55            | 71              |
| B2     | Ả Rập Xê Út       | Nhất bảng C                      | 15 tháng 11 năm 2013 | 9              | 2011                 | Vô địch (1984, 1988, 1996) | 75            | 102             |
| B3     | Trung Quốc        | Đội thứ 3 có thành tích tốt nhất | 5 tháng 3 năm 2014   | 11             | 2011                 | Á quân (1984, 2004)        | 98            | 96              |
| B4     | CHDCND Triều Tiên | Cúp Challenge AFC 2012           | 19 tháng 3 năm 2012  | 4              | 2011                 | Hạng tư (1980)             | 133           | 150             |

Ghi chú
1. ↑  Các bảng xếp hạng của tháng 3 năm 2014 đã được sử dụng để giao cho trận chung kết.

## Thứ hạng
| VT | Đội               | ST | T | H | B | BT | BB | HS | Đ | Giành quyền tham dự                     |
| -- | ----------------- | -- | - | - | - | -- | -- | -- | - | --------------------------------------- |
| 1  | Trung Quốc        | 3  | 3 | 0 | 0 | 5  | 2  | +3 | 9 | Giành quyền vào vòng đấu loại trực tiếp |
| 2  | Uzbekistan        | 3  | 2 | 0 | 1 | 5  | 3  | +2 | 6 | Giành quyền vào vòng đấu loại trực tiếp |
| 3  | Ả Rập Xê Út       | 3  | 1 | 0 | 2 | 5  | 5  | 0  | 3 |                                         |
| 4  | CHDCND Triều Tiên | 3  | 0 | 0 | 3 | 2  | 7  | −5 | 0 |                                         |

Trong trận đấu vòng tứ kết:
- Trung Quốc sẽ đá với Úc (nhì bảng A).
- Uzbekistan sẽ đá với Hàn Quốc (nhất bảng A).

## Các trận đấu

### Uzbekistan v CHDCND Triều Tiên
| Uzbekistan  | 1–0      | CHDCND Triều Tiên |
| ----------- | -------- | ----------------- |
| Sergeev 63' | Chi tiết |                   |

| Uzbekistan | CHDCND Triều Tiên |

| GK                      | 12 | Ignatiy Nesterov    |     |       |
| RB                      | 19 | Vitaliy Denisov     |     |       |
| CB                      | 23 | Akmal Shorakhmedov  | 86' |       |
| CB                      | 3  | Shavkat Mullajanov  |     |       |
| LB                      | 5  | Anzur Ismailov      |     |       |
| CM                      | 17 | Sanzhar Tursunov    |     | 90+2' |
| CM                      | 18 | Timur Kapadze       |     |       |
| RW                      | 11 | Igor Sergeev        |     | 88'   |
| AM                      | 8  | Server Djeparov (c) |     |       |
| LW                      | 7  | Azizbek Haydarov    |     |       |
| CF                      | 9  | Odil Ahmedov        |     | 72'   |
| Vào thay người:         |    |                     |     |       |
| FW                      | 4  | Sardor Rashidov     |     | 72'   |
| FW                      | 6  | Bahodir Nasimov     |     | 88'   |
| MF                      | 10 | Jamshid Iskanderov  |     | 90+2' |
| Huấn luyện viên trưởng: |    |                     |     |       |
| Mirjalol Qosimov        |    |                     |     |       |

| GK                      | 1  | Ri Myong-Guk      |     |     |
| RB                      | 16 | Cha Jong-Hyok     |     |     |
| CB                      | 4  | Jon Kwang-Ik      |     |     |
| CB                      | 3  | Jang Song-Hyok    |     |     |
| LB                      | 15 | Jang Kuk-Chol     |     |     |
| CM                      | 9  | Pak Song-Chol (c) |     |     |
| CM                      | 8  | Ryang Yong-Gi     |     |     |
| RW                      | 10 | Pak Kwang-Ryong   |     |     |
| AM                      | 11 | Jong Il-Gwan      |     |     |
| LW                      | 19 | Ri Yong-Jik       | 79' |     |
| CF                      | 17 | So Hyon-Uk        |     | 65' |
| Vào thay người:         |    |                   |     |     |
| FW                      | 12 | Om Chol-Song      |     | 65' |
| Huấn luyện viên trưởng: |    |                   |     |     |
| Jo Tong-Sop             |    |                   |     |     |

| Cầu thủ xuất sắc nhất trận: Igor Sergeev (Uzbekistan) Trợ lý trọng tài: Yaser Tulefat (Bahrain) Ebrahim Saleh (Bahrain) Trọng tài bàn: Ammar Al-Jeneibi (UAE) Trọng tài giám sát: Azman Ismail (Malaysia) |

### Ả Rập Saudi v Trung Quốc
| Ả Rập Xê Út | 0–1      | Trung Quốc |
| ----------- | -------- | ---------- |
|             | Chi tiết | Vũ Hải 81' |

| Ả Rập Saudi | Trung Quốc |

| GK                      | 1  | Waleed Abdullah     |  |     |
| RB                      | 2  | Saeed Al Mowalad    |  |     |
| CB                      | 3  | Osama Hawsawi (c)   |  |     |
| CB                      | 5  | Omar Hawsawi        |  |     |
| LB                      | 13 | Yasser Al-Shahrani  |  |     |
| CM                      | 14 | Saud Kariri         |  |     |
| CM                      | 6  | Mustafa Al-Bassas   |  |     |
| RW                      | 18 | Salem Al-Dawsari    |  |     |
| LW                      | 7  | Salman Al-Faraj     |  |     |
| CF                      | 9  | Naif Hazazi         |  |     |
| CF                      | 20 | Nawaf Al Abed       |  |     |
| Vào thay người:         |    |                     |  |     |
| MF                      | 15 | Ibrahim Ghaleb      |  | 46' |
| FW                      | 10 | Mohammed Al Sahlawi |  | 84' |
| MF                      | 8  | Yahya Al-Shehri     |  | 89' |
| Huấn luyện viên trưởng: |    |                     |  |     |
| Cosmin Olăroiu          |    |                     |  |     |

| GK                      | 23 | Vương Đại Lôi     |  |     |
| RB                      | 17 | Trương Trình Đống |  |     |
| CB                      | 5  | Trương Lâm Bồng   |  |     |
| CB                      | 2  | Nhậm Hàng         |  |     |
| LB                      | 3  | Mai Phương        |  |     |
| CM                      | 15 | Ngô Hi            |  |     |
| CM                      | 10 | Trịnh Chí (c)     |  |     |
| RW                      | 14 | Cát Tường         |  |     |
| AM                      | 7  | Vũ Lỗi            |  |     |
| LW                      | 11 | Hao Tuấn Mẫn      |  |     |
| CF                      | 21 | Vũ Hải            |  |     |
| Vào thay người:         |    |                   |  |     |
| FW                      | 9  | Dương Húc         |  | 69' |
| MF                      | 20 | Vũ Hán Siêu       |  | 70' |
| DF                      | 4  | Khương Trí Bằng   |  | 79' |
| Huấn luyện viên trưởng: |    |                   |  |     |
| Alain Perrin            |    |                   |  |     |

| Cầu thủ xuất sắc nhất trận: Vương Đại Lôi (Trung Quốc) Trợ lý trọng tài: Reza Sokhandan (Iran) Mohammadreza Abolfazli (Iran) Trọng tài bàn: Muhammad Taqi Al-Jaafari (Singapore) Trọng tài giám sát: Jeffrey Goh Gek Pheng (Singapore) |

### CHDCND Triều Tiên v Ả Rập Saudi
| CHDCND Triều Tiên | 1–4      | Ả Rập Xê Út                                    |
| ----------------- | -------- | ---------------------------------------------- |
| Ryang Yong-Gi 12' | Chi tiết | Hazazi 37' · Al-Sahlawi 52', 54' · Al Abed 76' |

| CHDCND Triều Tiên | Ả Rập Saudi |

| GK                      | 1  | Ri Myong-Guk      |       |     |
| RB                      | 16 | Cha Jong-Hyok     |       | 58' |
| CB                      | 15 | Jang Kuk-Chol     |       |     |
| CB                      | 3  | Jang Song-Hyok    |       |     |
| LB                      | 4  | Jon Kwang-Ik      |       |     |
| RM                      | 9  | Pak Song-Chol (c) |       | 55' |
| CM                      | 19 | Ri Yong-Jik       | 75'   |     |
| LM                      | 8  | Ryang Yong-Gi     |       | 87' |
| RF                      | 11 | Jong Il-Gwan      | 1'    |     |
| CF                      | 10 | Pak Kwang-Ryong   |       |     |
| LF                      | 13 | Sim Hyon-Jin      | 71'   |     |
| Vào thay người:         |    |                   |       |     |
| MF                      | 21 | O Hyok-Chol       |       | 55' |
| DF                      | 6  | Ro Hak-Su         |       | 58' |
| FW                      | 20 | Choe Won          | 90+3' | 87' |
| Huấn luyện viên trưởng: |    |                   |       |     |
| Jo Tong-Sop             |    |                   |       |     |

| GK                      | 1  | Waleed Abdullah       |  |     |
| RB                      | 12 | Hassan Muath Fallatah |  |     |
| CB                      | 3  | Osama Hawsawi         |  |     |
| CB                      | 5  | Omar Hawsawi          |  |     |
| LB                      | 4  | Abdullah Al-Zori      |  |     |
| RM                      | 18 | Salem Al-Dawsari      |  |     |
| CM                      | 14 | Saud Kariri (c)       |  | 79' |
| LM                      | 7  | Salman Al-Faraj       |  |     |
| RF                      | 10 | Mohammad Al-Sahlawi   |  | 74' |
| CF                      | 9  | Naif Hazazi           |  |     |
| LF                      | 20 | Nawaf Al Abed         |  | 82' |
| Vào thay người:         |    |                       |  |     |
| MF                      | 17 | Taisir Al-Jassim      |  | 74' |
| MF                      | 15 | Ibrahim Ghaleb        |  | 79' |
| FW                      | 19 | Fahad Al-Muwallad     |  | 82' |
| Huấn luyện viên trưởng: |    |                       |  |     |
| Cosmin Olăroiu          |    |                       |  |     |

| Cầu thủ xuất sắc nhất trận: Nawaf Al Abed (Ả Rập Saudi) Trợ lý trọng tài: Hamad Al-Mayahi (Oman) Abu Bakar Al Amri (Oman) Trọng tài bàn: Ammar Al-jneibi (UAE) Trọng tài giám sát: Yagi Akane (Nhật Bản) |

### Trung Quốc v Uzbekistan
| Trung Quốc                | 2–1      | Uzbekistan  |
| ------------------------- | -------- | ----------- |
| Ngô Hi 55' · Tôn Khắc 68' | Chi tiết | Ahmedov 22' |

| Trung Quốc | Uzbekistan |

| GK                      | 23 | Vương Đại Lôi     |     |     |
| RB                      | 17 | Trương Trình Đống |     | 81' |
| CB                      | 3  | Mai Phương        |     |     |
| CB                      | 5  | Trương Lâm Bồng   |     |     |
| CB                      | 2  | Nhậm Hàng         | 35' |     |
| LB                      | 4  | Khương Trí Bằng   |     |     |
| RM                      | 7  | Vũ Lỗi            |     |     |
| CM                      | 15 | Ngô Hi            |     |     |
| CM                      | 10 | Trịnh Chí (c)     |     |     |
| LM                      | 21 | Vũ Hải            |     | 45' |
| CF                      | 18 | Cao Lâm           |     | 66' |
| Vào thay người:         |    |                   |     |     |
| MF                      | 11 | Hao Tuấn Mẫn      |     | 45' |
| FW                      | 16 | Tôn Khắc          |     | 66' |
| MF                      | 19 | Lưu Bân Bân       |     | 81' |
| Huấn luyện viên trưởng: |    |                   |     |     |
| Alain Perrin            |    |                   |     |     |

| GK                      | 12 | Ignatiy Nesterov     |     |     |
| RB                      | 23 | Akmal Shorakhmedov   |     |     |
| CB                      | 3  | Shavkat Mullajanov   | 18' | 45' |
| CB                      | 5  | Anzur Ismailov       |     |     |
| LB                      | 19 | Vitaliy Denisov      |     |     |
| CM                      | 7  | Azizbek Haydarov     |     |     |
| CM                      | 18 | Timur Kapadze        |     |     |
| RW                      | 17 | Sanzhar Tursunov     |     | 71' |
| AM                      | 9  | Odil Ahmedov         |     |     |
| LW                      | 8  | Server Djeparov (c)  |     | 62' |
| CF                      | 11 | Igor Sergeev         |     |     |
| Vào thay người:         |    |                      |     |     |
| DF                      | 20 | Islom Tukhtakhodjaev |     | 45' |
| FW                      | 4  | Sardor Rashidov      |     | 62' |
| MF                      | 15 | Jasur Khasanov       |     | 71' |
| Huấn luyện viên trưởng: |    |                      |     |     |
| Mirjalol Qosimov        |    |                      |     |     |

| Cầu thủ xuất sắc nhất trận: Ngô Tập (Trung Quốc) Trợ lý trọng tài: Mohamed Al Hammadi (UAE) Hasan Al Mahri (UAE) Trọng tài bàn: Hettikamkanamge Perera (Sri Lanka) Trọng tài giám sát: Palitha Hemathunga (Sri Lanka) |

### Uzbekistan v Ả Rập Saudi
| Uzbekistan                     | 3–1      | Ả Rập Xê Út            |
| ------------------------------ | -------- | ---------------------- |
| Rashidov 2', 79' · Shodiev 71' | Chi tiết | Al-Sahlawi 60' (ph.đ.) |

| Uzbekistan | Ả Rập Saudi |

| GK                      | 12 | Ignatiy Nesterov      |     |     |
| RB                      | 14 | Shukhrat Mukhammadiev | 54' | 87' |
| CB                      | 3  | Shavkat Mullajanov    |     |     |
| CB                      | 5  | Anzur Ismailov        | 58' |     |
| LB                      | 19 | Vitaliy Denisov       | 59' |     |
| CM                      | 7  | Azizbek Haydarov      |     |     |
| CM                      | 9  | Odil Ahmedov (c)      |     |     |
| RW                      | 4  | Sardor Rashidov       |     | 90' |
| AM                      | 10 | Jamshid Iskanderov    |     | 66' |
| LW                      | 15 | Jasur Hasanov         |     |     |
| CF                      | 6  | Bahodir Nasimov       |     |     |
| Vào thay người:         |    |                       |     |     |
| MF                      | 16 | Vokhid Shodiev        | 78' | 66' |
| DF                      | 23 | Akmal Shorakhmedov    |     | 87' |
| MF                      | 17 | Sanzhar Tursunov      |     | 90' |
| Huấn luyện viên trưởng: |    |                       |     |     |
| Mirjalol Qosimov        |    |                       |     |     |

| GK                      | 1  | Waleed Abdullah     |       |       |
| RB                      | 13 | Yasser Al-Shahrani  |       |       |
| CB                      | 3  | Osama Hawsawi       | 90+3' |       |
| CB                      | 5  | Omar Hawsawi        |       |       |
| LB                      | 4  | Abdullah Al-Zori    |       |       |
| RM                      | 18 | Salem Al-Dawsari    | 62'   | 84'   |
| CM                      | 14 | Saud Kariri (c)     |       | 75'   |
| LM                      | 7  | Salman Al-Faraj     |       |       |
| RF                      | 10 | Mohammad Al-Sahlawi | 68'   |       |
| CF                      | 9  | Naif Hazazi         |       |       |
| LF                      | 20 | Nawaf Al-Abed       |       | 90+2' |
| Vào thay người:         |    |                     |       |       |
| MF                      | 17 | Taisir Al-Jassim    |       | 75'   |
| FW                      | 8  | Yahya Al-Shehri     |       | 84'   |
| FW                      | 19 | Fahad Al-Muwallad   |       | 90+2' |
| Huấn luyện viên trưởng: |    |                     |       |       |
| Cosmin Olăroiu          |    |                     |       |       |

| Cầu thủ xuất sắc nhất trận: Sardor Rashidov (Uzbekistan) Trợ lý trọng tài: Matthew Cream (Úc) Paul Cetrangolo (Úc) Trọng tài bàn: Ammar Al-Jeneibi (UAE) Trọng tài giám sát: Yagi Akane (Nhật Bản) |

### Trung Quốc v CHDCND Triều Tiên
| Trung Quốc       | 2–1      | CHDCND Triều Tiên  |
| ---------------- | -------- | ------------------ |
| Tôn Khắc 1', 42' | Chi tiết | Cao Lâm 57' (l.n.) |

| Trung Quốc | CHDCND Triều Tiên |

| GK                      | 23 | Vương Đại Lôi     |     |     |
| RB                      | 17 | Trương Trình Đống |     |     |
| CB                      | 5  | Trương Lâm Bồng   |     | 82' |
| CB                      | 3  | Mai Phương        |     |     |
| LB                      | 4  | Khương Trí Bằng   | 17' |     |
| CM                      | 8  | Thái Tuệ Khang    | 66' |     |
| CM                      | 10 | Trịnh Chí (c)     |     | 53' |
| RW                      | 16 | Tôn Khắc          |     |     |
| AM                      | 11 | Hao Tuấn Mẫn      |     |     |
| LW                      | 21 | Vũ Hải            |     |     |
| CF                      | 18 | Cao Lâm           |     |     |
| Vào thay người:         |    |                   |     |     |
| MF                      | 20 | Vũ Hán Siêu       |     | 53' |
| DF                      | 15 | Ngô Hi            |     | 70' |
| DF                      | 6  | Lý Ngang          |     | 82' |
| Huấn luyện viên trưởng: |    |                   |     |     |
| Alain Perrin            |    |                   |     |     |

| GK                      | 1  | Ri Myong-Guk      |  |     |
| RB                      | 6  | Ro Hak-Su         |  |     |
| CB                      | 15 | Jang Kuk-Chol     |  |     |
| CB                      | 3  | Jang Song-Hyok    |  |     |
| LB                      | 4  | Jon Kwang-Ik      |  |     |
| CM                      | 9  | Pak Song-Chol (c) |  | 35' |
| CM                      | 8  | Ryang Yong-Gi     |  |     |
| RW                      | 11 | Jong Il-Gwan      |  |     |
| AM                      | 21 | O Hyok-Chol       |  | 80' |
| LW                      | 13 | Sim Hyon-Jin      |  |     |
| CF                      | 10 | Pak Kwang-Ryong   |  | 71' |
| Vào thay người:         |    |                   |  |     |
| DF                      | 5  | Han Song-Hyok     |  | 35' |
| FW                      | 17 | So Hyon-Uk        |  | 71' |
| FW                      | 20 | Choe Won          |  | 80' |
| Huấn luyện viên trưởng: |    |                   |  |     |
| Jo Tong-Sop             |    |                   |  |     |

| Cầu thủ xuất sắc nhất trận: Tôn Khắc (Trung Quốc) Trợ lý trọng tài: Taleb Al-Marri (Qatar) Ramzan Al-Naemi (Qatar) Trọng tài bàn: Mohd Amirul Izwan (Malaysia) Trọng tài giám sát: Mohd Yusri Muhamad (Malaysia) |